# Hapoel Gerusalemme B.C. 2022-2023
Questa voce raccoglie le informazioni riguardanti la sezione cestistica dell'Hapoel Gerusalemme nelle competizioni ufficiali della stagione 2022-2023.

## Stagione
La stagione 2022-2023 del Hapoel Gerusalemme è la 57ª nel massimo campionato israeliano di pallacanestro, la Ligat ha'Al.

## Roster
Aggiornato al 30 aprile 2023.
| Hapoel Bank Yahav Gerusalemme 2022-23 | Hapoel Bank Yahav Gerusalemme 2022-23 |
| Giocatori                             | Staff tecnico                         |
| ------------------------------------- | ------------------------------------- |

| N. | Naz.                                        | Ruolo | Nome               | Anno | Alt.   | Peso   |  |
| -- | ------------------------------------------- | ----- | ------------------ | ---- | ------ | ------ |  |
| 0  | Trinidad e Tobago (bandiera)                | G     | Khadeen Carrington | 1995 | 193 cm | 88 kg  |  |
| 2  | Stati Uniti (bandiera)                      | GA    | Levi Randolph      | 1992 | 198 cm | 95 kg  |  |
| 3  | Stati Uniti (bandiera) · Israele (bandiera) | AG    | T.J. Cline         | 1994 | 206 cm | 104 kg |  |
| 4  | Stati Uniti (bandiera)                      | P     | Speedy Smith       | 1993 | 191 cm | 82 kg  |  |
| 5  | Lettonia (bandiera)                         | AG    | Mareks Mejeris     | 1991 | 207 cm | 97 kg  |  |
| 6  | Israele (bandiera)                          | AC    | Itay Segev (C)     | 1995 | 204 cm | 101 kg |  |
| 7  | Stati Uniti (bandiera)                      | P     | Brandon Brown      | 1989 | 184 cm | 80 kg  |  |
| 8  | Israele (bandiera)                          | G     | Yotam Shmul        | 2003 | 195 cm |        |  |
| 11 | Estonia (bandiera)                          | A     | Siim-Sander Vene   | 1990 | 203 cm | 97 kg  |  |
| 14 | Israele (bandiera)                          | G     | Noam Dovrat        | 2002 | 194 cm | 85 kg  |  |
| 23 | Israele (bandiera)                          | G     | Afek Amsalem       | 2004 | 190 cm |        |  |
| 24 | Israele (bandiera)                          | AG    | Oz Blayzer         | 1992 | 199 cm | 101 kg |  |
| 31 | Israele (bandiera)                          | P     | Noam Yacoov        | 2004 | 185 cm |        |  |
| 35 | Stati Uniti (bandiera)                      | C     | Zach Hankins       | 1996 | 211 cm | 111 kg |  |
| 77 | Israele (bandiera)                          | C     | Gilad Levy         | 2002 | 218 cm |        |  |
| 80 | Israele (bandiera)                          | GA    | Or Cornelius       | 1996 | 199 cm |        |  |

| Allenatore                                                                                               |
| - Aleksandar Džikić                                                                                      |
| Assistente/i                                                                                             |
| - Theodōros Giannakopoulos - Shai Oleartchik Legenda - (C) Capitano - (IN) Inattivo - Infortunato Roster |

## Mercato

### Sessione estiva
| Acquisti | Acquisti           | Acquisti         | Acquisti   | Acquisti |
| R.       | Nome               | da               | Modalità   |          |
| -------- | ------------------ | ---------------- | ---------- | -------- |
| P        | Speedy Smith       | Rytas Vilnius    | svincolato |          |
| G        | Khadeen Carrington | Digione          | svincolato |          |
| G        | Yotam Shmul        | Hapoel Haifa     | svincolato |          |
| GA       | Or Cornelius       | Hap. Gilboa G.E. | svincolato |          |
| GA       | Levi Randolph      | Ostenda          | svincolato |          |
| A        | Oz Blayzer         | Maccabi Tel Aviv | svincolato |          |
| A        | Siim-Sander Vene   | Pall. Varese     | svincolato |          |
| AG       | Mareks Mejeris     | V.L. Pesaro      | svincolato |          |
| C        | Zach Hankins       | Mets de Guaynabo | svincolato |          |
| C        | Gilad Levy         | Real Canoe       | svincolato |          |

| Cessioni | Cessioni         | Cessioni         | Cessioni       | Cessioni |
| R.       | Nome             | a                | Modalità       |          |
| -------- | ---------------- | ---------------- | -------------- | -------- |
| P        | Jalen Adams      | Free agent       | fine contratto |          |
| P        | E.J. Rowland     | Free agent       | fine contratto |          |
| G        | Adam Ariel       | Hapoel Tel Aviv  | rescissione    |          |
| G        | Amit Gershon     | Hapoel Eilat     | fine contratto |          |
| G        | Retin Obasohan   | ASVEL            | fine contratto |          |
| G        | K.C. Rivers      | Samara           | fine contratto |          |
| AP       | Willy Workman    | Maccabi Ra'anana | fine contratto |          |
| AG       | Suleiman Braimoh | Tofaş Bursa      | fine contratto |          |
| AG       | Sagiv David      | Free agent       | fine contratto |          |
| AG       | Kaiser Gates     | Long Island Nets | fine contratto |          |
| C        | John Egbunu      | Gaziantep BŞB    | fine contratto |          |

### Dopo l'inizio della stagione
| Acquisti | Acquisti      | Acquisti   | Acquisti        | Acquisti   |
| R.       | Nome          | da         | Data            | Modalità   |
| -------- | ------------- | ---------- | --------------- | ---------- |
| P        | Brandon Brown | Free agent | 1 novembre 2022 | svincolato |
| P        | Noam Yacoov   | ASVEL      | 4 gennaio 2023  | prestito   |
| AG       | T.J. Cline    | Free agent | 25 gennaio 2023 | svincolato |

| Cessioni | Cessioni | Cessioni | Cessioni | Cessioni |
| R.       | Nome     | a        | Data     | Modalità |
| -------- | -------- | -------- | -------- | -------- |